# Efeito paradoxal
Efeito paradoxal é uma expressão da área médica relacionada a efeitos de uma terapia que sejam contrários aos indicados ou desejados. Pode ter relação com reações ligadas à isomeria dos compostos. Ocorre com mais freqüência em medicamentos como calmantes e sedativos.
É observado também em casos de envenenamento por doses muito além da dose letal (o organismo não consegue metabolizar a substância) salvando a vida da pessoa.
O termo também pode ser aplicado à reação de euforia depois do consumo de álcool, já que essa sustância age como um depressor do sistema nervoso.